# (7854) Laotseu
(7854) Laotseu, désignation internationale (7854) Laotse, est un astéroïde de la ceinture principale.

## Description
(7854) Laotseu est un astéroïde de la ceinture principale. Il fut découvert par Cornelis Johannes van Houten, Ingrid van Houten-Groeneveld et Tom Gehrels le 17 octobre 1977 à l'observatoire Palomar. Il présente une orbite caractérisée par un demi-grand axe de 2,25 UA, une excentricité de 0,181 et une inclinaison de 6,65° par rapport à l'écliptique.
Il fut nommé en hommage au philosophe chinois Lao Tseu (VIe siècle av. J.-C.).

## Compléments